# NGC 5364
NGC 5364 là tên của một thiên hà xoắn ốc hoàn mỹ nằm trong chòm sao Thất Nữ. Khoảng cách của nó với chúng ta là khoảng xấp xỉ 54,5 triệu năm ánh sáng. Từ điểm nhìn của Trái Đất, nó nghiêng một góc 47° dọc theo góc vị trí 25°.
Ngày 2 tháng 2 năm 1786, nhà thiên văn học người Anh gốc Đức William Herschel phát hiệt ra và đưa vào danh sách với tên NGC 5364. Sau đó nhà thiên văn học người Anh John Herschel phát hiện ra nó thêm một lần nữa vào ngày 7 tháng 4 năm 1828 và sau đó đưa vào danh sách với tên NGC 5317.

## Cấu trúc
Phân loại hình thái học của NGC 5364 theo hệ thống phân loại của nhà thiên văn học người Pháp Gérard de Vaucouleurs là SA(rs)bc pec. NGhĩa là nó là một thiên hà xoắn ốc có một cấu trúc đai không hoàn chỉnh (rs) nằm ở phần bên trong của thiên hà với một cấu trúc các nhánh xoắn ốc từ vừa phải đến mơ hồ (bc) và có bề ngoại dị thường (pec). Cụ thể hơn là nó có tính vô định hình và bất đối xứng khi so sánh với các thiên hà các cùng loại SA(rs)bc pec. Thiên hà đồng hành của nó NGC 5363, nằm ở phía bắc của NGC 5364 và sự ảnh hưởng của lực hấp dẫn có lẽ là nguyên nhân của hình thái bất thường này.
Hình ảnh hồng ngoại cho thấy nhân thiên hà yếu hơn các nhánh xoắn ốc, điều này cho thấy tỉ lệ hình thành sao của vùng trung tâm thấp hơn ở các nhánh xoắn ốc. Cấu trúc đai trong của nó có bán kính là 22000 năm ánh sáng và không nhận lõi thiên hà làm tâm mà lệch về phía bắc.

## Dữ liệu hiện tại
Theo như quan sát, đây là thiên hà nằm trong chòm sao Xử Nữ và dưới đây là một số dữ liệu khác:
- Xích kinh 13h 56m 12.004s[1]
- Độ nghiêng +05° 00′ 52.06″[1]
- Giá trị dịch chuyển đỏ 1241 ± 4 km/s[2]
- Cấp sao biểu kiến 11.2[3]
- Kích thước biểu kiến 6′.1 × 6′.8[5]
- Loại thiên hà SA(rs)bc pec[4]